# Melosperma
Melosperma é um género botânico pertencente à família Plantaginaceae. Tradicionalmente este gênero era classificado na família das Scrophulariaceae.

## Espécies
- Melosperma andicola
- Melosperma angustifolia
- Melosperma glabra
- Melosperma peloponnesiaca

## Nome e referências
Melosperma Benth.